# Plinthaster dentatus
Plinthaster dentatus is een zeester uit de familie Goniasteridae.
De wetenschappelijke naam van de soort werd in 1884 gepubliceerd door Edmond Perrier.